# 蒌叶酚
蒌叶酚（也称为蒌叶醇）是一种有机化合物，化学式为C10H12O2，存在于蒌叶（Piper betel）的叶片提取的精油中。